# Nasr Ibn Ali
Nasr Ibn Ali (razem z tytułami: Arslan Ilek Nasr Ibn Ali) (? - zm. 1012/1013) - władca Karachanidów, panujący od roku 998 do swojej śmierci, początkowo w Ferganie i Samarkandzie, a potem także w zdobytej na Samanidach Bucharze.
Był jednym z czterech synów Wielkiego Kagana Alego Ibn Musy. Już w roku 996 Nasr przedsięwziął wyprawę na terytorium Samanidów, zajmując Czacz. Emir Nuh wezwał na pomoc swojego nominalnego wasala, Sebüktigina, ten jednak ostatecznie porozumiał się z Nasrem, któremu w następnym roku udało się zająć cały basen Syr-darii wraz z Samarkandą. Po śmierci Alego Ibn Musy w roku 998 tytuł Wielkiego Kagana wraz z Siedmiorzeczem i Czaczem otrzymał jego najstarszy syn, Ahmad, Nasr dostał zaś Ferganę oraz swoje wcześniejsze zdobycze w Mawarannahrze. Występował on pod tytułem Ileka, a jego stolicą było miasto Uzgend. W roku 999 Nasr wyprawił się na stolicę Samanidów Bucharę i zdobył ją 23 października tego roku, nie napotykając oporu jej mieszkańców. Emir Abd al-Malik został przez niego pojmany i wywieziony do Uzgendu.
Jednak brat Abd al-Malika, Isma'il, uciekł z karachanidzkiej niewoli i zbierając resztki samanidzkich wojsk pokonał zarządzającego Samarkandą brata Nasra Dżafartigina i odbił Bucharę. W obliczu głównych sił Ileka Isma'il w roku 1001 wycofał się jednak do Chorasanu, skąd początkowo wyparł brata Mahmuda z Ghazny, następcy Sebüktigina, jednak w obliczu ghaznawidzkiej armii pod koniec 1001 roku wycofał się z Chorasanu. W tej sytuacji do tej pory spierający się o podział dziedzictwa Samanidów Mahmud i Nasr doszli w roku 1001 do porozumienia, zgadzając się na ustanowienie granicy pomiędzy Ghaznawidami i Karachanidami na Amu-darii, co zostało przypieczętowane małżeństwem Mahmuda z córką Nasra. W roku 1003 Isma'il powrócił do Mawarannahru z oddziałem tysiąca ludzi i uzyskując wsparcie Oguzów pobił Ileka Nasra, biorąc do niewoli osiemnastu karachanidzkich wodzów. Wkrótce jednak w jego obozie doszło do waśni na tle podziału zdobyczy i zwątpiwszy w lojalność swoich oddziałów Isma'il wycofał się za Amu-Darię, a następnie, po tym jak nie udało mu się osiągnąć porozumienia z dawnym wasalem Samanidów Mahmudem, aż do doliny Zarafszanu, gdzie zaczął ponownie jednoczyć swoich zwolenników, włącznie z Oguzami. W maju 1004 roku, dysponując znacznymi siłami, do których dołączył się jeszcze trzytysięczny kontyngent Samarkandy pod dowództwem Ibn Alamdara, Isma'il w bitwie pod Burnamadem, na granicy Sogdiany i Ustruszany, rozbił główne siły Ileka Nasra. Następnie próbował on usunąć z Ustruszany resztę karachanidzkich wojsk, jednak Ilekowi udało się je zebrać i wzmocnić posiłkami z Isfidżabu. Na równinie między Dizakiem a Chawasem w Ustruszanie Nasr zaatakował siły Isma'ila. Oguzowie, którzy w bitwie pod Burnamadem zagarnęli bogatą zdobycz, odmówili walki i powrócili do swoich koczowisk, zaś jeden z tureckich dowódców Samanidy wraz z czterotysięcznym oddziałem przeszedł na stronę Ileka, przesądzając tym samym ostatecznie o jego zwycięstwie. Isma'il ledwo uszedł z życiem i schronił się w Chorasanie. Wkrótce jednak po raz kolejny zmobilizował nowe siły i udał się do Mawarannahru, gdzie znowu poniósł klęskę na skutek zdrady swoich dowódców. Ostatecznie zginął on na początku 1005 roku zabity przez szajcha arabskiego plemienia u którego szukał schronienia.
W roku 1006, kiedy Mahmud przebywał w Multanie w Indiach, dwie armie Ileka Nasra zajęły Balch i Niszapur (w tym drugim mieście rozczarowani zachłannością poborców podatkowych Mahmuda miejscowi właściciele ziemscy powitali Karachanidów z radością). Mahmud zawrócił jednak z Multanu przez Afganistan i odrzucił armie Nasra z powrotem za Amu-Darię. W roku następnym Ilek Nasr powrócił, tym razem sprzymierzony ze swoim kuzynem, Jusufem Kadyr-chanem. Ostatecznie Mahmud w 1008 roku odniósł nad ich wojskami wielkie zwycięstwo w pobliżu Balchu. O wiktorii zdecydował atak opancerzonych słoni, które wzbudziły popłoch wśród nieznających tej broni karachanidzkich wojowników. Zawarty po bitwie traktat pokojowy stanowił powtórzenie układu z 1001 roku i także tym razem został on wzmocniony mariażem. Córka Mansura Ibn Alego, brata Ileka Nasra, poślubiła syna Mahmuda, Masuda. 
Mimo skromnego tytułu Ileka Nasr był najbardziej wpływowym spośród synów Alego Ibn Musy. Chociaż formalnie uznawał on swojego brata Ahmada za głowę dynastii, faktycznie był władcą niezależnym. Na swoich monetach pojawia się wraz z bratem, jako wasal swojego suwerena, dzielili oni także pomiędzy siebie dochód z niektórych apanaży, np. Chodżentu. W roku 1011/1012 Nasr zaatakował Ahmada, jednak już w następnym roku zmarł, a jego domena została podzielona pomiędzy członków dynastii, przy czym nie obyło się bez wojny pomiędzy Ahmadem i Mansurem.